# Troco

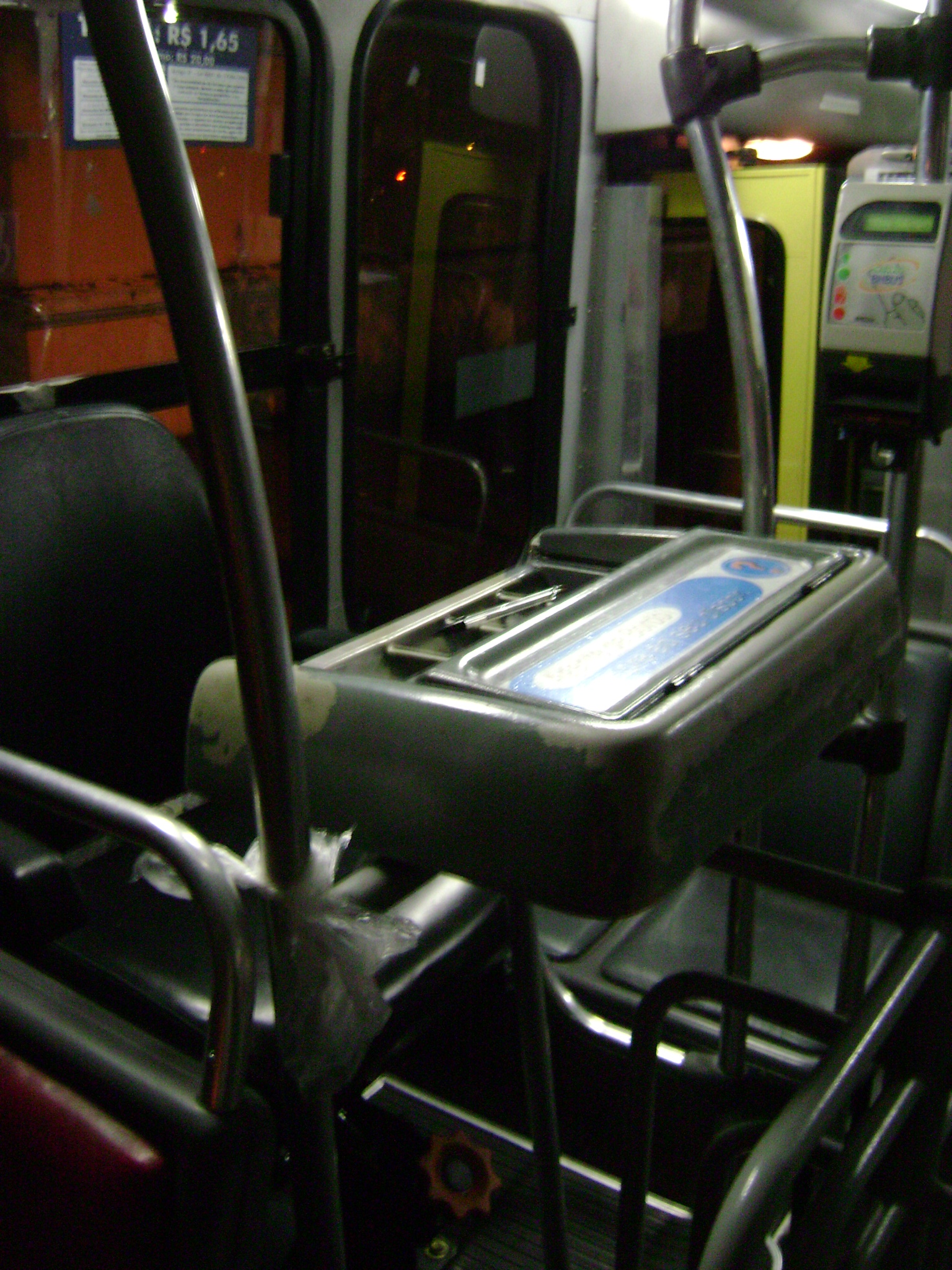
Lugar onde se senta o trocador, o operador do troco.

Troco é a quantidade de dinheiro que se deve devolver ao cliente quando ele paga a mais do que o proposto. O funcionário encarregado de operar com o troco denomina-se trocador.
Ele é calculado assim: Troco = DP - Custo, onde DP é o dinheiro entregue pelo cliente.
É uma forma de educação o cliente facilitar o troco ao trocador, tentando pagar o valor exato do produto ou um valor em que o troco seja devolvido ao mínimo de moedas ou notas, uma vez que o dinheiro circula em valores comerciais padronizados.